# Pseudoschmidtia biarcuata
Pseudoschmidtia biarcuata är en insektsart som beskrevs av Marius Descamps 1964. Pseudoschmidtia biarcuata ingår i släktet Pseudoschmidtia och familjen Euschmidtiidae. Inga underarter finns listade i Catalogue of Life.